# Stygodesmodora rotundicephala
Stygodesmodora rotundicephala is een rondwormensoort uit de familie van de Desmodoridae. De wetenschappelijke naam van de soort is voor het eerst geldig gepubliceerd in 1920 door Cobb.